# Strukturkrisenkartell
Strukturkrisenkartelle sind Kartelle, die von Unternehmen in Phasen einer Strukturkrise innerhalb eines Wirtschaftszweigs gebildet werden.

## Allgemeines
Strukturkrisen wirken sich auf alle Marktteilnehmer eines Wirtschaftszweiges aus, so dass gleich mehrere Unternehmen davon betroffen sein können. In Deutschland waren beispielsweise der Steinkohlenbergbau, die Stahlindustrie und Werften von dieser Regelung betroffen. Die Kartellmitglieder mussten eine planmäßige Anpassung der Kapazitäten an die Nachfrage herbeiführen. 

## Rechtsfragen
Durch die Generalklausel des § 1 GWB ist beim generellen Kartellverbot eine Unterscheidung zwischen einzelnen Kartellarten überflüssig. Normen-, Typen- oder Konditionenkartelle haben regelmäßig Auswirkungen, die über den lokalen und regionalen Bereich hinausgehen. Sie sind daher geeignet, den zwischenstaatlichen Handel zu beeinträchtigen. Aufgrund des erweiterten Vorrangs des europäischen Wettbewerbsrechts kann deutsches Recht insoweit nicht vom europäischen Recht abweichen. Aus diesen Gründen wurden auch die speziellen Regelungen über Spezialisierungskartelle, Strukturkrisenkartelle, Rationalisierungskartelle und Einkaufsgemeinschaften aufgehoben. Deshalb ist die ehemals in § 6 GWB a. F. vorgesehene Regelung mit der 7. Novelle des GWB im Jahr 2005 entfallen.